# Sakura Motoki
Sakura Motoki (japanisch 元木 咲良, Motoki Sakura; * 20. Februar 2002 in Saitama) ist eine japanische Ringerin, die bei den Olympischen Sommerspielen 2024 in Paris in der Kategorie Freistil bis 62 kg die Goldmedaille gewann.

## Leben
Sakura Motoki ist die Tochter des japanischen Ringers Yasutoshi Motoki, der 2000 bei den Olympischen Sommerspielen in Sydney Japan im griechisch-römischen Ringen vertrat und auf den neunten Platz kam. Schon mit drei Jahren begann sie mit dem Ringen. Sie studiert an der Ikuei Universität in der Präfektur Gumma (Stand 2024).

## Karriere
Im Jahr 2018 nahm sie erstmals an einem großen internationalen Turnier teil. Bei den Kadettenweltmeisterschaften (U18) in Kroatien gewann sie im Freistil der Frauen in der Gewichtsklasse bis 46 kg Gold.
2022 nahm sie sowohl an den Junior- als auch an den Weltmeisterschaften der Erwachsenen in Belgrad teil. Im August kam sie bei den Junioren (U20) in der Gewichtsklasse bis 59 kg auf den ersten Platz, im September bei den Senior-Weltmeisterschaften in derselben Gewichtsklasse auf den dritten Platz. Am Jahresende besiegte sie bei den Meisterschaften ihres Heimatlandes im Freistil-Finale Nonoka Ozaki und wurde damit auch japanische Meisterin. Im folgenden Jahr 2023 verbesserte sie sich und gewann bei den Weltmeisterschaften, die abermals in Belgrad stattfanden, in der Gewichtsklasse bis 62 kg die Silbermedaille.
Im April 2024 konnte sie bei den asiatischen Meisterschaften in Kirgistan den zweiten Platz in der Gewichtsklasse bis 62 kg erreichen, nachdem sie im Finale der kirgisischen Ringerin Aisulu Tynybevkova unterlag.
Sakura Motoki qualifizierte sich für die Olympischen Sommerspiele 2024 in Paris. Sie trat in ihrem Wettbewerb im Achtelfinale gegen die Rumänin Kriszta Incze an, die sie mit 4:0 besiegte. Anschließend konnte sie auch ihre kanadische Gegnerin Ana Godinez mit 11:0 schlagen. Im Halbfinale stand sie der Norwegerin Grace Bullen gegenüber und errang mit 7:7 einen knappen Sieg mit dem sogenanntem „Victory by fall“. Im Kampf um die Goldmedaille traf sie auf die Ukrainerin Iryna Koljadenko, die ihr mit 1:12 unterlag. Damit gewann Sakura Motoki die sechste japanische Goldmedaille im Ringen und wurde zur Olympionikin. Für das Jahr 2024 wurde sie die Nummer eins der Weltrangliste.